# Martin Peerson
Martin Peerson spesso citato anche come Pearson, (dal 1571  al 1573 – Londra, dicembre 1650  o gennaio 1651) è stato un compositore e organista inglese.

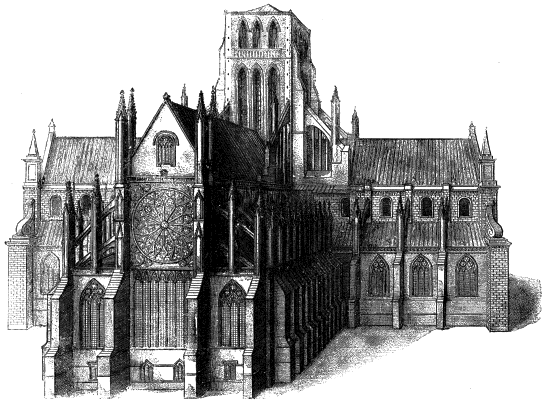
Un disegno dell'Antica cattedrale di San Paolo da sud, come appariva dal 1630 al 1666

Nonostante fosse cattolico in un momento in cui era illegale non aderire alla Chiesa d'Inghilterra, era molto stimato per le sue capacità musicali ed ebbe incarichi alla St Paul's Cathedral e si crede anche all'Abbazia di Westminster. La sua produzione comprende sia musica sacra che musica profana in forme come consort, pezzi per tastiera, madrigali e mottetti.

## Biografia
Era figlio di Thomas e Margaret Peerson di March nel Cambridgeshire. Si crede che Martin Peerson sia nato nella città di March fra il 1571 ed il 1573, poiché esiste una fonte secondo la quale i suoi genitori si sposarono nel 1570, ma una "Margaret Peersonn" si sposò nel 1573. Sembra anche che Thomas Peerson morì alcuni anni dopo il 1570 e che la madre di Martin si risposò.
Negli anni 1580, Peerson fu cantore nel coro della St. Paul's Cathedral a Londra diretto dall'organista Thomas Mulliner. In seguito passò sotto la tutela del mecenate e poeta Fulke Greville. Per il 1º maggio 1604 Peerson compose il madrigale See, O See, Who is Heere Come a Maying, che venne eseguito nell'ambito del Ben Jonson's Private Entertainment of the King and Queene nella casa di Sir William Cornwallis ad Highgate (ora Londra). Una lettera datata 7 dicembre 1609 attesta che in quel tempo Peerson viveva a Newington (ora Stoke Newington, Londra) ed aveva composto diverse lezioni per il virginale, che era il suo strumento principale. Sembra che avesse delle simpatie per la chiesa cattolica e che in quell'anno fu condannato, assieme a Jonson, per ricusazione e per l'offesa di non aver aderito ai comandamenti della chiesa d'Inghilterra.
Peerson passò poi a studiare musica all'University of Oxford, ma per poterlo fare dovette convertirsi al protestantesimo. Nel 1613 ottenne un Bachelor in musica (B.Mus.) e divenne maestro del coro di voci bianche alla Cattedrale di Canterbury. Sembra probabile che egli sia stato quel "Martin Pearson" che fu sacrestano alla Westminster Abbey dal 1623 al 1630. Tra il giugno 1624 ed il giugno 1625 tornò alla St. Paul's Cathedral come elemosiniere e direttore del coro ed esistono alcune evidenze che dimostrerebbero che successivamente divenne canonico. Nonostante tutte le attività della cattedrale cessassero alla fine del 1642, a seguito dello scoppio della guerra civile, egli mantenne il titolo di elemosiniere assieme a quello di canonico e vicario corale ed i relativi emolumenti. Si sa che Peerson venne tumulato il 16 gennaio 1651 nella St. Faith's Chapel sotto St. Paul's. ma non vi è alcun riscontro che confermi l'esistenza della sepoltura di Peerson nella St Paul's Cathedral. La Cattedrale fu distrutta nel Grande incendio di Londra del 1666 e la successiva demolizione cancellò ogni prova delle sepolture pre incendio. La tomba di Peerson non è tra i pochi frammenti rimasti dei monumenti funebri della vecchia cattedrale. Egli pertanto dovrebbe essere morto fra il dicembre 1650 e il gennaio 1651.
A dispetto delle sue pretese simpatie cattoliche, testimoniata dall'uso di testi in lingua latina dei suoi mottetti pre-riforma protestante e la sua condanna del 1606 per ricusazione, la posizione di Peerson al centro dell'anglicanesimo conferma la stima globale in cui fu tenuto.

## Musica

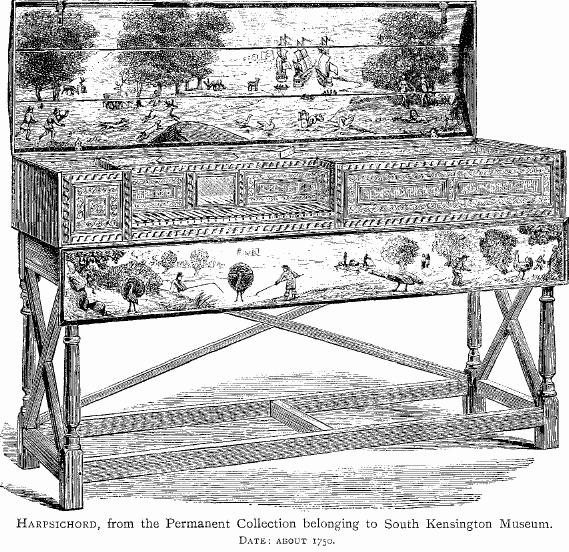
Un virginale, probabilmente inglese, c. 1750, da Frederick Litchfield, Illustrated History of Furniture from the Earliest to the Present Time (?1892). Le musiche per tastiera di Peerson vennero probabilmente eseguite su questo genere di strumento.

I ricchi mecenati di Peerson gli consentirono di stampare e pubblicare un considerevole quantitativo di musica, anche se poca di essa è giunta a noi. Gli unici quattro pezzi per tastiera – l'allemanda "The Fall of the Leafe", le pavane "Piper's" e "The Primerose" – sono presenti nel Fitzwilliam Virginal Book (c. 1609 – c. 1619), una delle fonti più importanti delle prime composizioni inglesi per tastiera, contenente più di 300 pezzi dalla tarda epoca elisabettiana all'epoca giacobita. Egli musicò anche versi del poeta William Leighton, scritti da quest'ultimo mentre era in prigione per non aver onorato alcuni debiti. Assieme ad opere di altri compositori, essi venne pubblicati in The Teares and Lamentatacions of a Sorrowfull Soule nel 1614. Due anni dopo seguì Tristiae Remedium, con testi del reverendo Thomas Myriell, principalmente salmi in lingua inglese.
Nel 1620 venne pubblicato Private Musicke. Esso conteneva musiche profane, comprendenti madrigali e consort song, a una o due voci accompagnate da consort di viole o virginale. Pubblicò alcuni pezzi sul lavoro di Thomas Ravenscroft del 1621, The Whole Booke of Psalmes with the Hymnes Evangelicall and Songs Spirituall e un gruppo di Motets or Grave Chamber Musique nel 1630 su testi inglesi e dieci pezzi impostati sul basso continuo. Fra le ultime sue opere alcune belle canzoni di lutto.
Successivamente, nonostante le mutate tendenze musicali (barocco), la musica di Peerson ha mostrato le radici significative nella polifonia della musica musica rinascimentale. Tuttavia egli era abile nell'uso delle tecniche compositive che seguirono ed è dimostrato dal suo frequente uso di audaci cromatismi, soprattutto nel dipingere le parole. Alcune delle sue musiche più raffinate sono contenute nella raccolta di 15 mottetti in latino, che vennero probabilmente composti intorno alla fine del secolo. Esistenti solo in una copia ed erano basati sul cantus firmus ma il libro è andato smarrito. Richard Rastall, professore di musicologia storica all'University of Leeds, ha impiegato 12 anni per ricostruire le parti mancanti. I mottetti completi in latino sono stati pubblicati da Antico Edition e registrati da Ex Cathedra con il titolo Peerson: Latin Motets su etichetta Hyperion Records nel 2005.